# Каталонская компания Востока
Каталонская компания Востока (кат. Companyia Catalana d’Orient), также Великая компания и Каталонская дружина — вольное объединение наёмников 1303—1311 годов во главе с Рожером де Флором. Организована по просьбе византийского императора Андроника II Палеолога, пытавшегося бороться с натиском турок, которые к началу XIV века плотным кольцом окружили последние малоазийские владения империи, превратившиеся в полуэксклавы (Вифиния, Смирна) и эксклавы (Филадельфия). Cущественный начальный успех в борьбе с турками продолжался недолго, так как постепенно нищающей империи нечем было платить за услуги наёмников. Постепенно каталонская компания  деградировала до безудержного грабежа мирного греческого населения, для защиты которого она была призвана. В конечном счёте, оружие каталонцев направилось на более лёгкую добычу — Афинское герцогство, которое было отбито у французов. Хронику деяний дружины составил один из её членов, Рамон Мунтанер.

## Формирование
В состав дружины вошли преимущественно католические рыцари: каталонцы, арагонцы, наваррцы, жители Балеарских островов общей численностью не менее 4000 человек. Возглавил компанию жёсткий и амбициозный Рожер де Флор, немец по происхождению, выставивший императору целый ряд условий (рука дочери, деньги и престижный титул) в обмен на свои услуги. Рожер набирал безработных воинов, появившихся после заключения в 1302 году Кальтабеллотского мира. После заключения этого договора война между Педро III Арагонским и Карлом I Анжуйским в южной Италии окончилась. В 1303 году наёмники отправились для служения к византийскому императору Андронику II Палеологу для борьбы с турками. Рожер де Флор отбыл на 39 галерах, перевозивших 1500 рыцарей и 4000 альмогаваров.

## Первые победы
К 1302—1303 году, после поражений при Бафее и Димбосе, положение оставшихся византийских владений в Малой Азии стало критическим: по дорогам угасающей империи бродили кочевые орды эмиров Карасы, Сарухана и Айдына; греки тысячами бежали в Европу, а оставшиеся в Малой Азии отсиживались в крепостях. Мусульмане вырубали виноградники, лишив греческих крестьян важнейшего источника дохода. Закалённые в борьбе с пиренейскими маврами, «каталонцы» поначалу действовали очень успешно. Каталаны первым делом высадились в Артаки у Кизика и сразу истребили прикочевавшую сюда на своё несчастье пятитысячную турецкую орду с жёнами и детьми старше 10-летнего возраста. Они перезимовали здесь же, соблюдая хорошую армейскую дисциплину.
Далее Рожер де Флор сумел прорваться к Филадельфии и освободить её от турецкой осады, оставив после себя гору из 18,5 тыс. вражеских трупов. Затем последовали и другие победы. В Ании он разбил 18 000 турок племён Сарухан и Айдын. Но опьянённое лёгкими победами войско наёмников быстро перешло к грабежам всех без разбора, пытаясь создать своё собственное государство крестоносцев в Малой Азии. Прибывшему в Константинополь Рожеру была дана в жёны племянница императора (дочь Ивана Асеня III), а сам он был пожалован титулом великого дуки (а потом и кесаря). В 1304 году каталонцы успешно действовали против турок в Малой Азии, отвоевав ряд утраченных Византией городов. Но приняв под свою власть 3 000 турецких воинов, наёмники де Флора стали в глазах византийцев немногим лучше бандитов и пиратов. К тому же их командующий начал подумывать о создании своего государства в Анатолии. По примеру никейского императора Иоанна Ватаца в Магнесии Рожер устроил себе казну. Посетил он и Нимфей. Это не понравилось императору в Константинополе. Доля золота в монетах жалования испанцев была понижена до 20 %, что вызвало негодование.
В целом, хаотично передвигаясь от одного населённого пункта к другому, каталонцы нигде не образовали постоянных поселений, но при этом попутно разграбили много греческих. В результате все каталонские победы над турками оказались пирровыми: после ухода каталонцев турки заняли разгромленные греческие города, а уставшие от каталонского мародерства малоазийские греки были скорее согласны сотрудничать с турками, как впрочем и сами каталонцы, которым греки плохо платили. В результате, уже в октябре 1304 году по договору туркам был отдан Эфес, в 1306 году (также по договору) — Сарды, в 1313 году пали Нимфей и Магнисия.

## Усиление противоречий
Недисциплинированность альмогаваров и конфликты с императором стали предвестниками смерти Рожера де Флора. 30 апреля 1305 года он был по приказу Михаила IX Палеолога убит вместе с 300 всадниками и 1 000 пехотинцами другой группой наёмников — аланами. Он находился в Адрианополе, (современный Эдирне) где посетил пир, устроенный императором Михаилом IX Палеологом. Позже тот напал на Галлиполи, пытаясь отбить город от остатков наёмников. Нападение было неудачно, но сильно опустошило ряды солдат Компании, оставив у неё 206 всадников и 1 256 пехотинцев. Позже генуэцзам удалось отбить город.
Император, нанявший подобных мародёров, начал быстро терять популярность. В результате, малоазийские греки были скорее согласны сотрудничать с турками, чем с константинопольскими властями. Кампания превратилась в войну всех против всех. Рожер был вскоре убит в Адрианополе. Обозлившись на греков, его соратники двинулись в Грецию, где они сожгли все православные монастыри, которые только попадались им на пути. Начисто забыв о турецкой угрозе, каталонцы отбили у французов Афинское герцогство, которым они и управляли до 1379 года. Тем временем, турецкие беи не только вернули себе временно утраченные позиции, но и аннексировали все оставшиеся византийские земли в период между 1306—1338 годами. Исключение составила лишь Филадельфия, продержавшаяся до 1390 года. Кампания оставила настолько глубокий след в исторической памяти греков, что само название каталонцы и производные от него до сих пор употребляются в греческом языке для описания хаоса и бессмысленной жестокости.
Впрочем, каталонцам также было что предъявить грекам:

Кир Михаил был одним из храбрых рыцарей на свете, но Бог покарал греков так, что их может смутить всякий. У них два определённых греха: во-первых, они самые надменные люди в свете и всех считают ни во что, хотя сами не стоят ровно ничего. Во-вторых, они менее кого-либо в свете имеют жалость к ближнему. В бытность нашу в Константинополе греческие беглецы из Азии валялись на навозе и вопили от голода, однако не нашлось никого из греков, кто дал бы им что-либо Бога ради, хотя в городе было изобилие всяких припасов. Только альмогавары, тронутые большою жалостью, делились с беглецами своею пищею. Потому больше двух тысяч нищих греков, ограбленных турками, следовали за альмогаварами повсюду… Ясно, что Бог отнял у греков всякий рассудок. 

### Мародёрство
В 1305 году предводитель каталонцев Бернат де Рокафорт заключал союз с болгарским царём Феодором Святославом Тертером. Де Рокафорт женился на сестре болгарского царя и организовал несколько объединённых набегов на византийскую Фракию. Компания опустошала области Фракии и Македонии в течение двух лет. После битвы под Апром в 1307 году каталонцы беспрепятственно выжигали сёла Фракии и целый год грабили Фессалию, о чём сохранились свидетельства Фомы Магистра. Участниками компании подвергались разграблению афонские монастыри с 1306 по 1311 год, и в результате её деятельности население Халкидики уменьшилось на 25—40 %.
Компания стала сильным игроком на политической арене, и Федериго II попытался получить над ней контроль. Он поручил инфанту Фердинанду Майоркскому стать в Галлиполи её капитаном, но в противостоянии с Бернатом де Рокафортом инфант проиграл, и вместе с администратором Компании Рамоном Мунтанером покинул её.

## Афинское герцогство
В 1310 году услугами наёмников воспользовался герцог Афинский Готье V де Бриенн, но спустя год он отказал Компании в выплатах, вызвав их восстание. В битве, состоявшейся 15 марта 1311 года на реке Кефисс в Беотии, армия Готье была разбита, а сам он убит. Новым герцогом Афинским каталонцы назначили одного из выживших рыцарей — Роже Деслора, а герцогство более чем на 70 лет стало вассалом Арагона.
Каталонцы правили до 1390 года, когда были побеждены войском Наваррской компании, чьи лидеры правили герцогством до его захвата турками в 1456 году.